# Кассита нитевидная
Касси́та нитеви́дная (лат. Cassytha filiformis) — вид двудольных растений рода Cassytha семейства Лавровые (Lauraceae). Таксономическое название было опубликовано шведским систематиком Карлом Линнеем в 1753 году.

## Распространение, описание

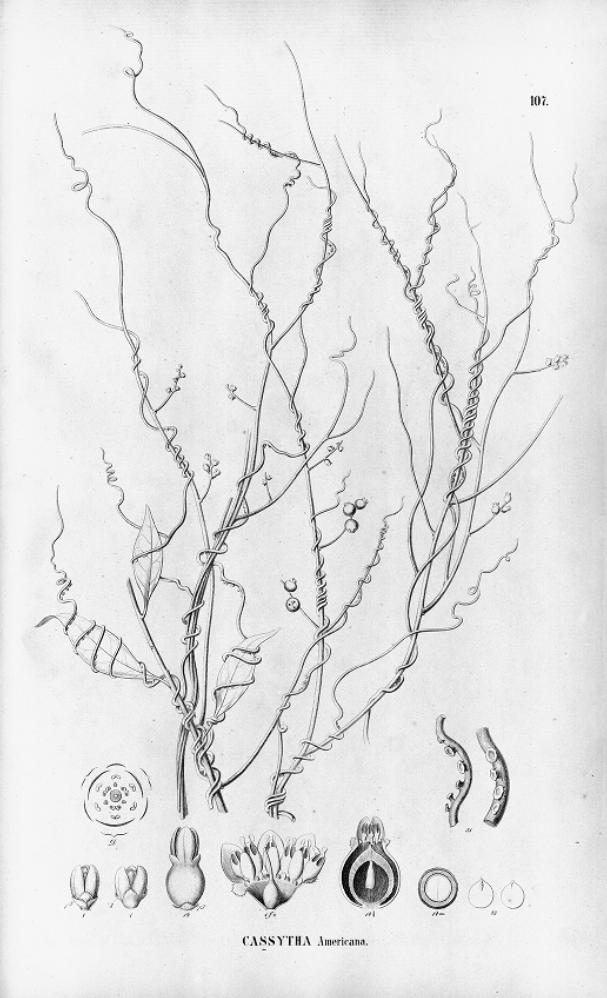
Ботаническая иллюстрация

Растение-космополит, широко представленное в странах Африки, Азии, Северной Америки, Южной Америки и в Австралии. За пределами естественного ареала вид натурализован также в нескольких африканских странах. Типовой экземпляр собран в Индии.
Стебель (лоза) от бледно-зелёного до оранжевого цвета, нитевидный. Листья мелкие, очерёдные. Соцветие — колос, как правило несущий более одного цветка. Цветки обоеполые. Плод — костянка, до 7 мм в диаметре. Цветёт и плодоносит с мая по декабрь.
Число хромосом — 2n=48.
Злостное паразитическое растение, внешне напоминающее представителей рода Повилика.

## Значение
Растение является инвазивным паразитическим видом, вызывающим заболевания сельскохозяйственных культур. С другой стороны, оно используется человеком для получения резины, смолы, красителей. Источник танинов. Местные жители используют Cassytha filiformis в качестве мочегонного средства, а также как сырьё при производстве бумаги.
Фигурирует в местном фольклоре.

## Синонимы
Синонимичные названия:
- Calodium cochinchinense Lour.
- Calodium cochinchinensis Lour.
- Cassytha americana Nees
- Cassytha americana var. brachystachya Meisn.
- Cassytha americana var. brasiliensis (Mart. ex Nees) Meisn.
- Cassytha americana var. puberula Meisn.
- Cassytha aphylla Raeusch.
- Cassytha archboldiana C.K.Allen
- Cassytha brasiliensis Mart. ex Nees
- Cassytha corniculata Burm.f.
- Cassytha cuscutiformis F. Muell.
- Cassytha dissitiflora Meisn.
- Cassytha filiformis var. pseudopubescens Domin
- Cassytha filiformis f. pycnantha Domin
- Cassytha guineensis Schumach. & Thonn.
- Cassytha lifuensis Guillaumin
- Cassytha macrocarpa Guillaumin
- Cassytha novoguineensis Kaneh. & Hatus.
- Cassytha paradoxae Proctor
- Cassytha senegalensis A.Chev.
- Cassytha timoriensis Gand.
- Cassytha zeylanica Gaertn.
- Rumputris fasciculata Raf.
- Spironema aphylla Raf.
- Volutella aphylla Forssk.